# Skakligaen 2005/06
Die Saison 2005/06 war die zweite Spielzeit der Skakligaen und gleichzeitig die 44. Austragung der dänischen Mannschaftsmeisterschaft im Schach. 
Der Titelverteidiger Helsinge Skakklub war erneut eine Klasse für sich und wurde zum sechsten Mal in Folge dänischer Meister.
Aufgrund der Aufstockung der Skakligaen waren aus der 1. Division nicht nur die beiden Staffelsieger Skakklubben Nordkalotten und Aalborg Skakforening aufgestiegen, sondern auch der Nørresundby Skakklub, der im Stichkampf der beiden Staffel-Zweiten gegen den Farum Skakklub mit 6:2 gewann. Alle drei Aufsteiger erreichten den Klassenerhalt, absteigen mussten der Nordre Skakklub und die Skakforeningen Føroyar, die ihre Mannschaft nach der 4. Runde zurückzog. Zu den gemeldeten Mannschaftskadern siehe Mannschaftskader der Skakligaen 2005/06.

## Spieltermine
Die Wettkämpfe wurden ausgetragen am 5., 6. und 20. November 2005, 14. und 15. Januar 2006, 5. Februar 2006, 5., 18. und 19. März 2006. In den ersten beiden Runden wurden je zwei Wettkämpfe in Græsted und je drei Wettkämpfe in Aalborg ausgerichtet. In der vierten und fünften Runde wurden je drei Wettkämpfe in Århus ausgetragen, in Helsingør sollten in diesen Runden je zwei Wettkämpfe ausgetragen worden, durch den Rückzug der Skakforeningen Føroyar fand in der fünften Runde jedoch dort nur ein Wettkampf statt. Die beiden letzten Runden sollten zentral von der Skakforeningen Føroyar in Kopenhagen ausgerichtet werden, nach deren Rückzug wurden diese stattdessen in Helsingør durchgeführt. Die Wettkämpfe der dritten, sechsten und siebten Runde fanden dezentral bei den beteiligten Vereinen statt.

## Abschlusstabelle
| Pl.  | Verein                       | Sp | G | U | V | Brett-P.  | MP   |
| ---- | ---------------------------- | -- | - | - | - | --------- | ---- |
| 01.  | Helsinge Skakklub (M)        | 8  | 7 | 1 | 0 | 44,5:19,5 | 15:1 |
| 02.  | Brønshøj Skakforening        | 8  | 6 | 1 | 1 | 40,5:23,5 | 13:3 |
| 03.  | Skolernes Skakklub           | 8  | 6 | 1 | 1 | 38,5:25,5 | 13:3 |
| 04.  | SK 1968 Århus                | 8  | 3 | 0 | 5 | 31,5:32,5 | 6:10 |
| 05.  | Aalborg Skakforening (N)     | 8  | 3 | 0 | 5 | 29,5:34,5 | 6:10 |
| 06.  | Nørresundby Skakklub (N)     | 8  | 2 | 2 | 4 | 28,0:36,0 | 6:10 |
| 07.  | Skakklubben Nordkalotten (N) | 8  | 2 | 1 | 5 | 26,5:37,5 | 5:11 |
| 08.  | Helsingør Skakklub           | 8  | 2 | 1 | 5 | 26,0:38,0 | 5:11 |
| 09.  | Nordre Skakklub              | 8  | 1 | 1 | 6 | 23,0:41,0 | 3:13 |
| 010. | Skakforeningen Føroyar       | 0  | 0 | 0 | 0 | 0,0:0,0   | 0:0  |

### Entscheidungen
|     | Dänischer Mannschaftsmeister: Helsinge Skakklub                                                   |
|     | Absteiger in die 1. Division: Nordre Skakklub, Skakforeningen Føroyar (Rückzug nach der 4. Runde) |
| (M) | Meister der letzten Saison                                                                        |
| (N) | Aufsteiger der letzten Saison                                                                     |

### Kreuztabelle
| Ergebnisse | Ergebnisse               | 01. | 02. | 03. | 04. | 05. | 06.  | 07.  | 08. | 09. | 010. |
| ---------- | ------------------------ | --- | --- | --- | --- | --- | ---- | ---- | --- | --- | ---- |
| 01.        | Helsinge Skakklub        |     | 5   | 6½  | 4½  | 5½  | 4    | 6    | 6   | 7   |      |
| 02.        | Brønshøj Skakforening    | 3   |     | 4   | 4½  | 6   | 6    | 5½   | 5   | 6½  | (8)  |
| 03.        | Skolernes Skakklub       | 1½  | 4   |     | 5½  | 6   | 5½   | 5    | 6   | 5   | (7)  |
| 04.        | SK 1968 Århus            | 3½  | 3½  | 2½  |     | 2   | 3½   | 5    | 6   | 5½  |      |
| 05.        | Aalborg Skakforening     | 2½  | 2   | 2   | 6   |     | 3½   | 6    | 4½  | 3   |      |
| 06.        | Nørresundby Skakklub     | 4   | 2   | 2½  | 4½  | 4½  |      | 3½   | 3   | 4   | (4½) |
| 07.        | Skakklubben Nordkalotten | 2   | 2½  | 3   | 3   | 2   | 4½   |      | 4   | 5½  | (5½) |
| 08.        | Helsingør Skakklub       | 2   | 3   | 2   | 2   | 3½  | 5    | 4    |     | 4½  |      |
| 09.        | Nordre Skakklub          | 1   | 1½  | 3   | 2½  | 5   | 4    | 2½   | 3½  |     |      |
| 10.        | Skakforeningen Føroyar   |     | (0) | (1) |     |     | (3½) | (2½) |     |     |      |

Anmerkung: Die Ergebnisse der von der Skakforeningen Føroyar vor dem Rückzug absolvierten, aber für die Ermittlung der Endtabelle annullierten Wettkämpfe, sind in Klammern angegeben.

## Die Meistermannschaft
| 1.            | Helsinge Skakklub |
| Schachfiguren | Peter Heine Nielsen, Lars Schandorff, Emanuel Berg, Tomas Hutters, Steffen Pedersen, Klaus Berg, Niels Jørgen Fries Nielsen, Simon Bekker-Jensen, David Bekker-Jensen, Jesper Mørch Lauridsen, Björn Andersson, Anne Bekker-Jensen. |